# Pisai dóm

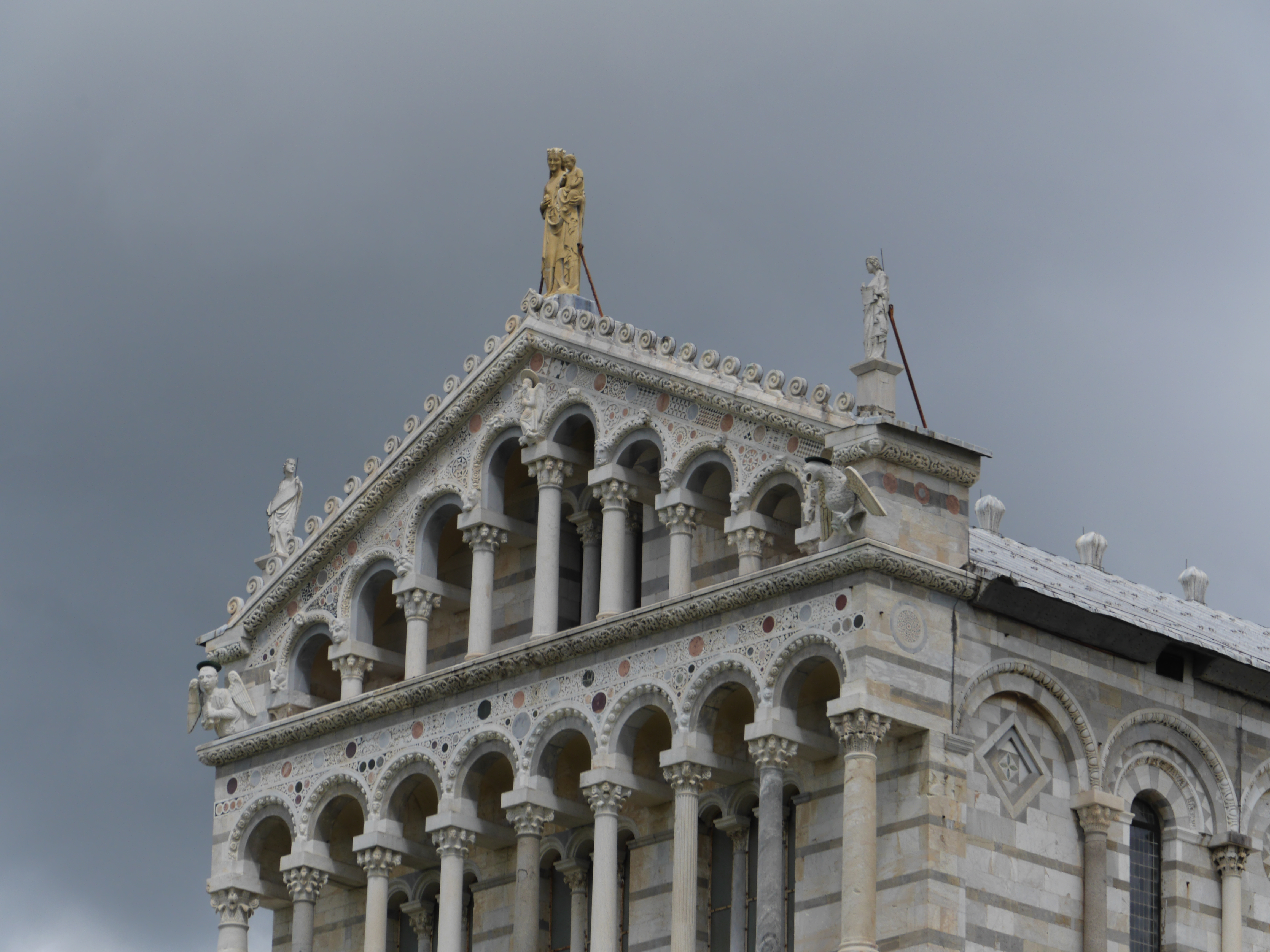
Részlet a katedrális homlokzatáról

A pisai dóm (Duomo di Pisa, Duomo di Santa Maria Assunta; hivatalosan Cattedrale Metropolitana Primaziale di Santa Maria Assunta) középkori katolikus székesegyház, amelyet Szűz Mária mennybemenetelének szenteltek a Piazza dei Miracoli téren az olaszországi Pisában, a tér három épülete közül a legrégebbi, amelyet a Battistero és a pisai ferde toronyként ismert Campanile követ. A katedrális a román építészet figyelemre méltó példája, különösen a pisai román stílusban. 1118-ban szentelték fel, a pisai érsek székhelyeként. Az építkezés 1063-ban kezdődött és 1092-ben fejeződött be. A 12. században további bővítéseket és új homlokzatot építettek, a tetőt pedig az 1595-ös tűzvészt követően kicserélték.

## Története

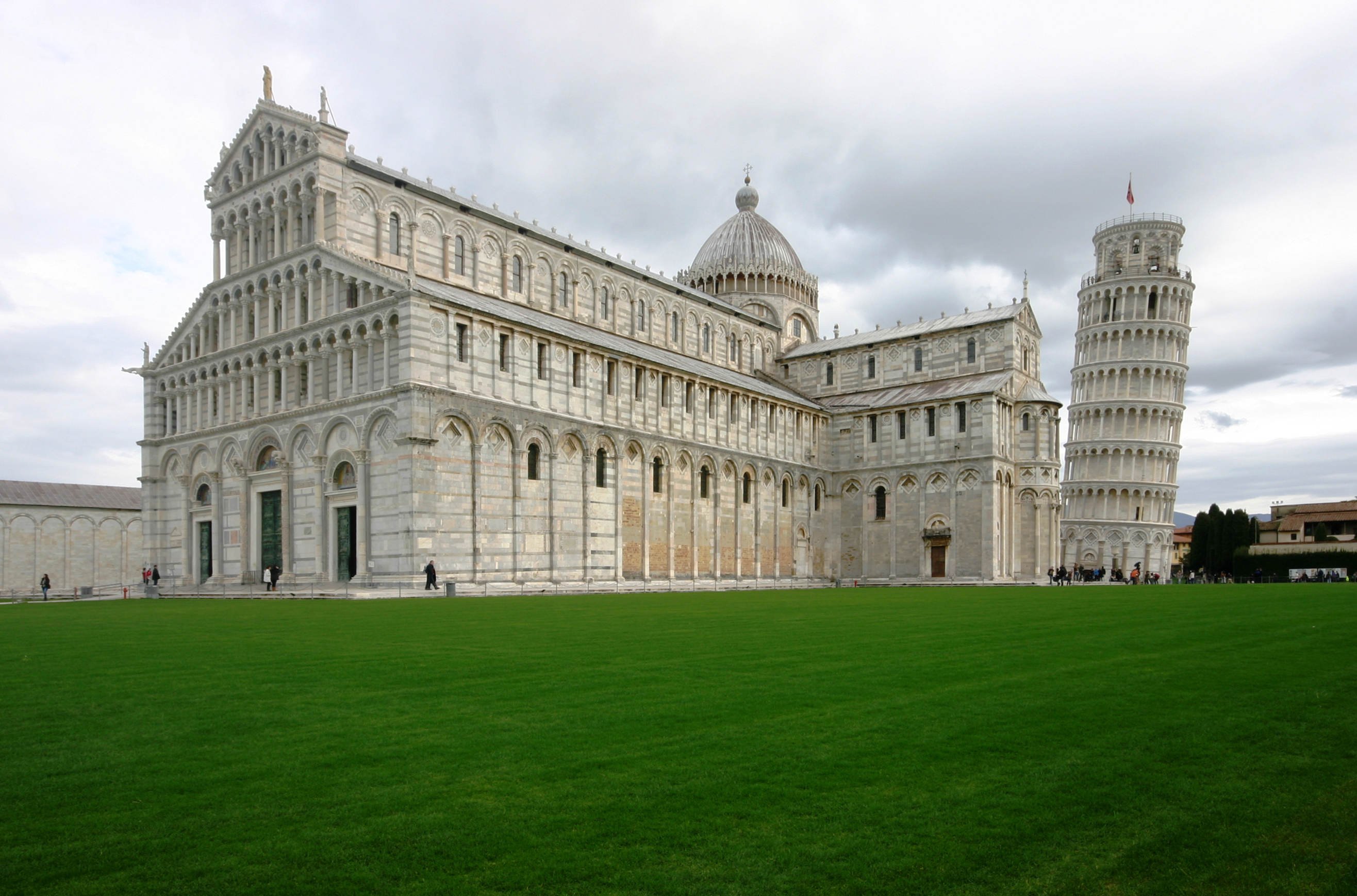
A katedrális a pisai ferde toronnyal

A katedrális 1063-ban kezdődött (a pisai naptár szerint 1064-ben). Buscheto építette a mórok felett 1063-ban aratott szicíliai győzelemben szerzett kincsekből. Magában foglal számos elemet a klasszikus lombard-emilián, bizánci és mór stílusból a pisai kereskedők akkori nemzetközi berkekben való jelentős jelenléte révén. Ugyanabban az évben kezdődött a velencei Szent Márk-bazilika újjáépítése is, így rivalizálás indult a két tengeri köztársaság között, hogy melyikük tud szebb és fényűzőbb templomot létrehozni.
A templomot Pisa kora középkori falain kívül emelték annak bizonyítására, hogy Pisa nem fél a támadástól. A kiválasztott területet már a longobárd korszakban használták nekropoliszként, és a 11. század elején templomot emeltek itt, de soha nem fejezték be, ez a Santa Maria nevet kapta. Buscheto nagyszerű új templomát eredetileg Santa Maria Maggiorénak hívták, mígnem hivatalosan is a Santa Maria Assunta nevet kapta.
Az eredeti épületszerkezetet a 2000-es évek elején végzett ásatások során fedezték fel. Annak építése a 11. század végén kezdődött, és olyan falakból áll, amelyek kalkarenit- és márványtömböket tartalmaznak.
1092-ben a székesegyházat őstemplommá nyilvánították, II. Orbán pápától Dagobert prímási címet kapott. A székesegyházat 1118-ban szentelte fel II. Geláz pápa, aki a Pisában és Rómában is hatalmas Caetani családból származott.
A 12. század elején a székesegyházat kibővítették Rainaldo építész irányításával, aki megnövelte a hajó hosszát három, Buscheto eredeti stílusának megfelelő öböllel, kibővítette a kereszthajót, és új homlokzatot tervezett, amelyet az építész munkásai fejeztek be Guglielmo és Biduino szobrászok irányításával. A munka pontos dátuma nem tisztázott: egyesek szerint közvetlenül Buscheto halála után, körülbelül 1100-ban, mások szerint 1140-hez közelebb történt. A munka mindenesetre 1180-ban fejeződött be, amit a főajtón talált Bonanno Pisano által készített bronz kopogtatókra írt dátum igazol.
Az 1187. decemberi pápaválasztásra a pisai katedrálisban került sor, ahol Paulino Scolarit választották meg, aki III. Kelemen néven lépett trónra.
Az épület mai megjelenése a különböző korszakokban végrehajtott számos helyreállítási kampány eredménye. Az első radikális beavatkozás az 1595-ös tűzvész után történt, ezt követően a tetőt kicserélték, és a giambolognai műhely szobrászai, köztük Gasparo Mola és Pietro Tacca elkészítették a homlokzat három bronzkapuját. A 18. század elején megkezdődött a székesegyház belső falainak újradíszítése nagyméretű festményekkel, a pisai boldogok és szentek történeteit ábrázoló „quadroné”-kkal. Ezeket az alkotásokat a korszak meghatározó művészei készítették, a projekt kiemelt finanszírozásáról pedig egy polgárcsoport gondoskodott. Az egymást követő beavatkozások a 19. században történtek, és mind belső, mind külső módosításokat tartalmaztak; ez utóbbiak között szerepelt az eredeti homlokzati szobrok (jelenleg a székesegyházi múzeumban) eltávolítása és másolatokkal való helyettesítésük.
További figyelemre méltó beavatkozások: Giovanni Pisano szószékének lebontása 1599 és 1601 között, amelyet csak 1926-ban szereltek újra össze, és adták vissza a katedrálisnak (néhány eredeti darab hiányzik, köztük a lépcső); valamint a Lupo di Francesco által készített VII. Henrik német-római császár síremléke, amelyet Szent Rájner kapuja előtt találtak meg, és később egy egyszerűbb, szimbolikus változattal helyettesítettek.

## Leírása

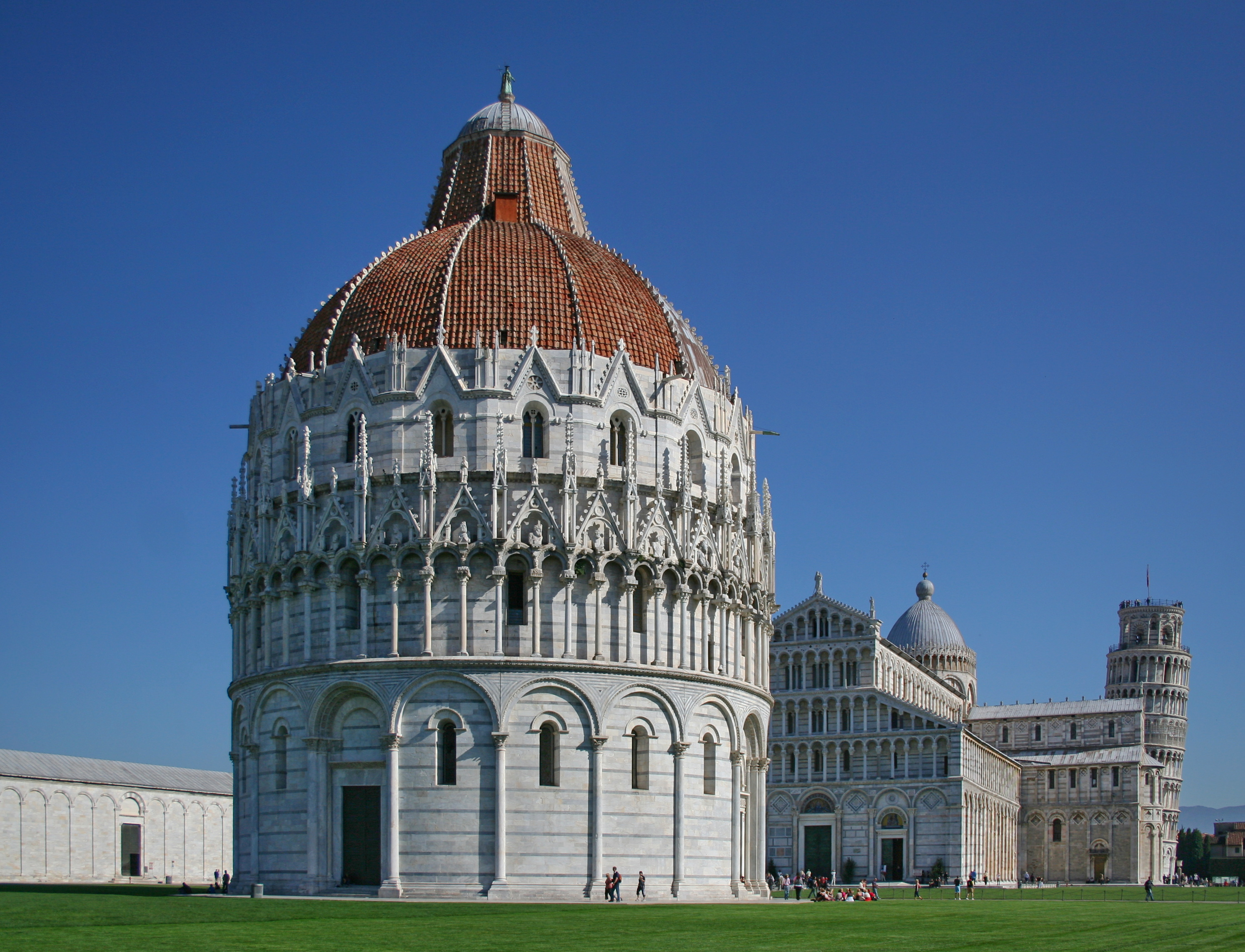
A pisai keresztelőkápolna a katedrálissal és a pisai ferde toronnyal

Az eredeti építési terv szerint görög kereszt alakú volt, a kereszteződésnél nagy kupolával, de ma latin kereszt, amelynek főhajóját két oldalhajó szegélyezi, az apszisnak és a kereszthajóknak három hajójuk van. A templom belseje a nagy mecsetekhez hasonló térhatást biztosító megemelt lándzsaívek, a váltakozó fekete-fehér márványrétegek, valamint a mórok által ihletett elliptikus kupola használatának köszönhetően. A hajóban két magasított trifórium jelenléte tömör, monolit gránitoszlopaikkal a bizánci hatás egyértelmű jele. Buscheto beolvasztotta az iszlám és az örmény hatást is.

### Külseje

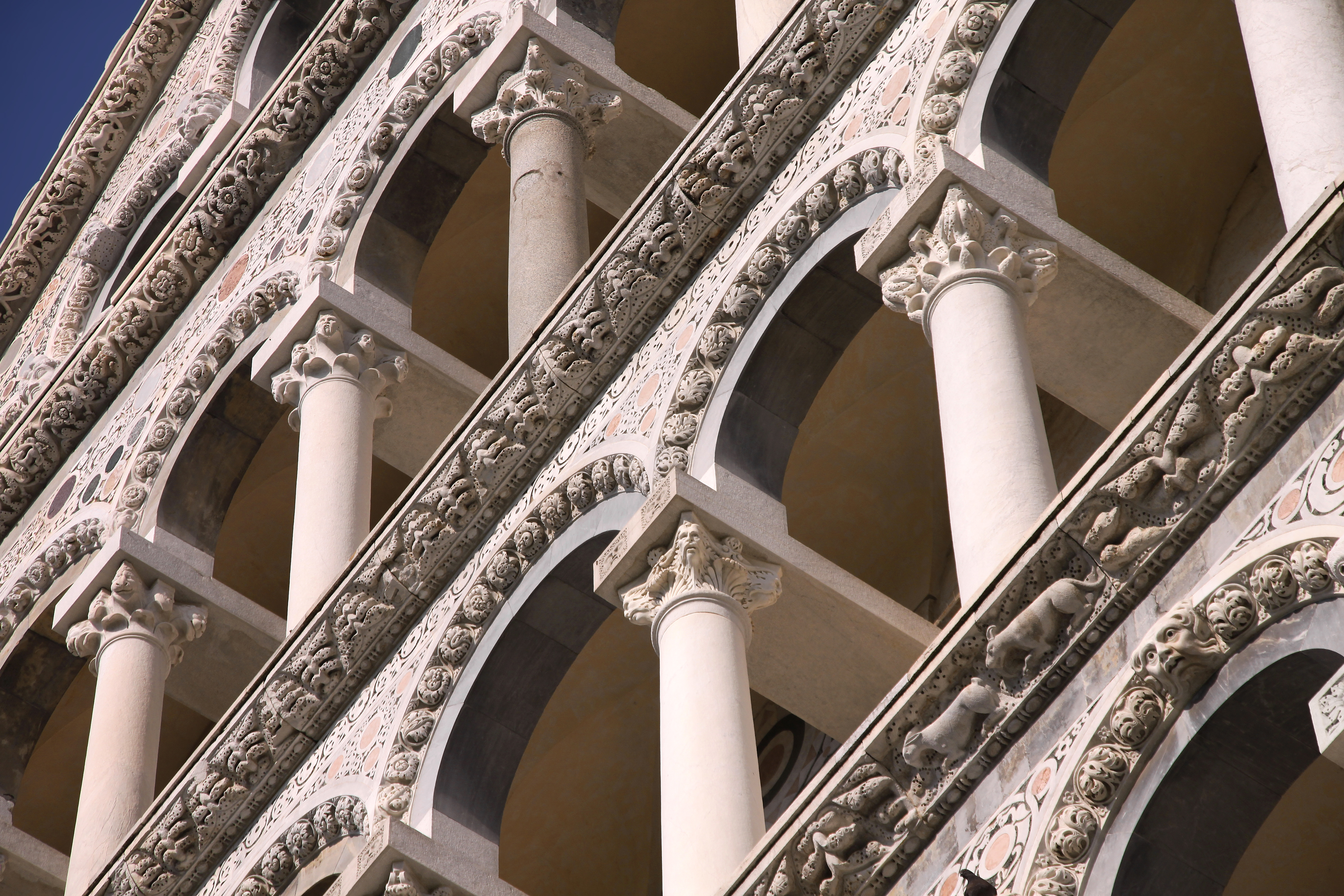
A templomkülső

A gazdag külső díszítés sokszínű márványt, mozaikokat és számos bronztárgyat tartalmaz a hadizsákmányból, köztük a Pisai Griff, amely ma az eredeti másolata. A griff Pisába érkezését a 11. és 12. század számos pisai katonai győzelmének tulajdonítják, beleértve az 1087-es Mahdia-hadjáratot és az 1113–15-ös baleári expedíciót. A griffet a tető keleti végén, az apszis fölötti oromzat tetején lévő emelvényen helyezték el, valószínűleg az 1064-ben megkezdett, eredeti építkezés folytatásaként. A 19. század elején az eredeti szobrot, amely ma a székesegyházi múzeumban látható, levették a tetőről, és másolatát tették a helyére. A magas boltívek iszlám és dél-itáliai hatást mutatnak. A rombusz alakú vakívek hasonló építményeket idéznek, mint Örményországban. A szürke és fehér márványból készült, színes márványbetétekkel díszített homlokzatot Rainaldo mester építette. A három kapu fölött négyszintes loggia látható, amelyet márványintarziás párkányok osztanak szét, s mögöttük egy-, két- és hármas osztatú ablakok nyílnak.

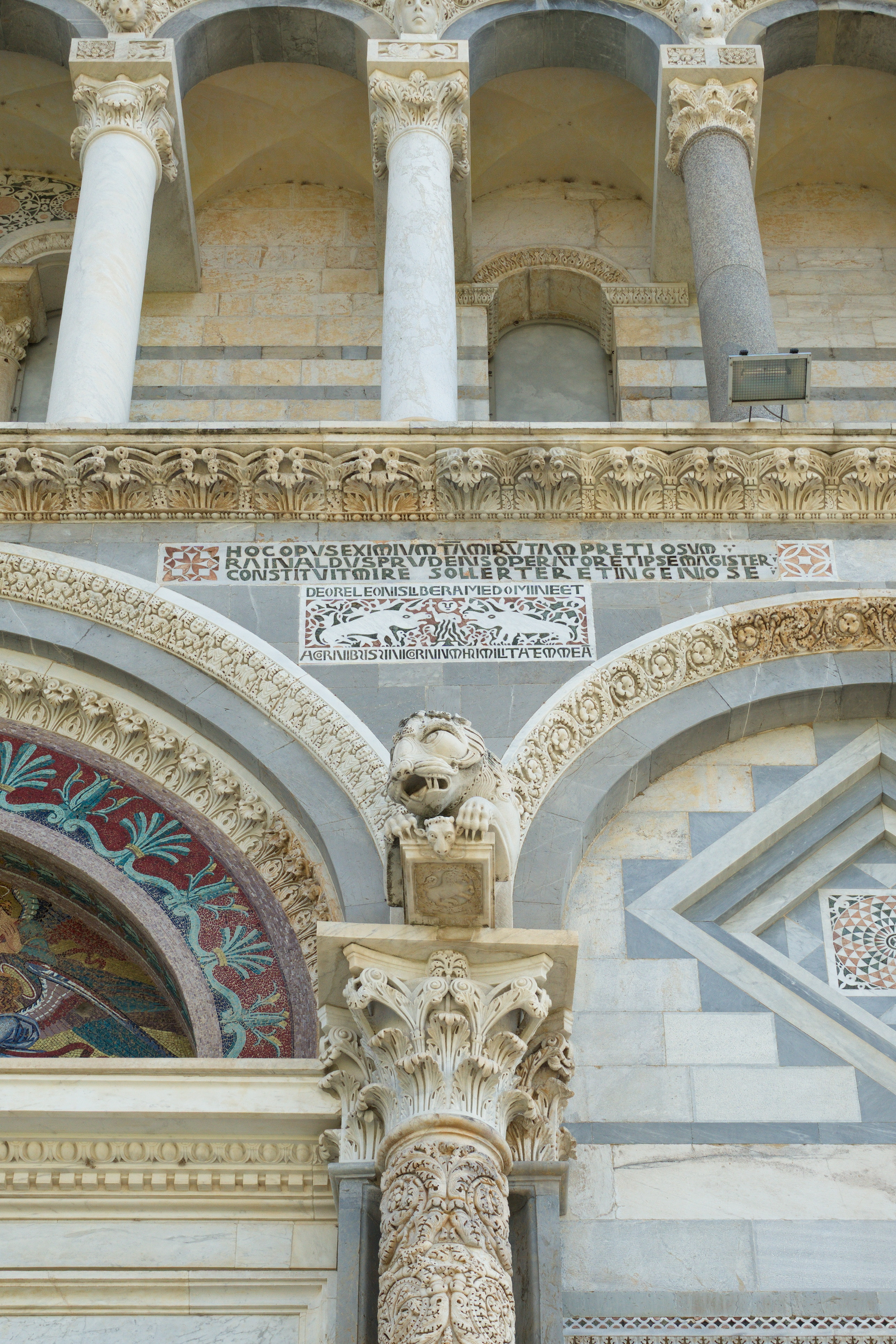
A nyugati homlokzat részlete felirattal a jobb oldalon a főkapu fölött

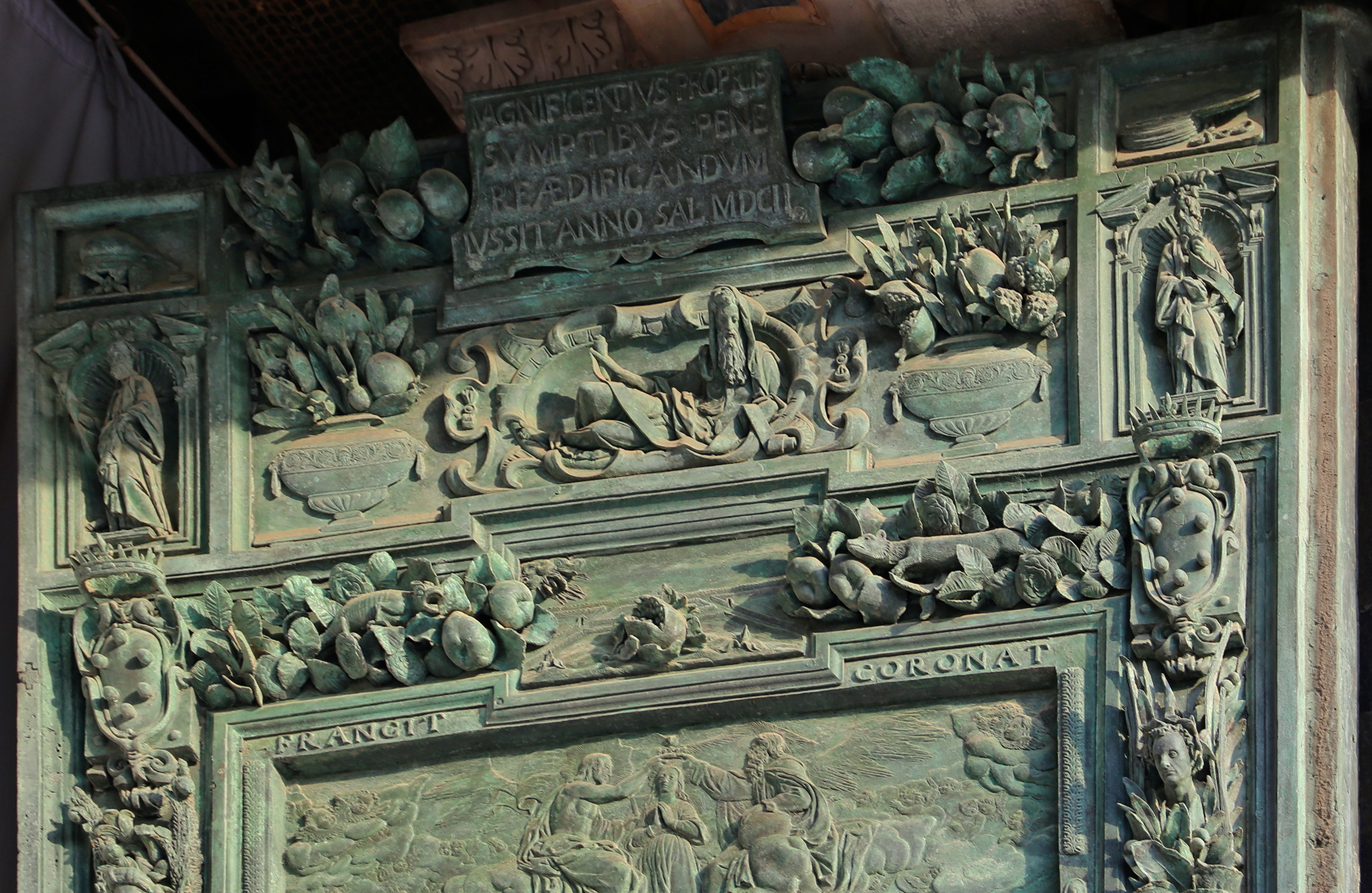
A központi ajtó jobb felső szárnya latin felirattal: Ő(méltósága) 1602-ben elrendelte, hogy saját költségén építsék fel pompásabbra.

A katedrálist 1595-ben egy tűzvész súlyosan megrongálta. A homlokzat nehéz bronzkapuit újonnan tervezték, kivitelezték és 1602-ben fejezték be a giambolognai körből származó szobrászok I. Ferdinánd toszkánai nagyherceg költségére. A tetején egy Madonna és Gyermeke, a szögletekben pedig az evangélisták szobrai láthatók. Buscheto sírja a homlokzat északi kapujától balra található.

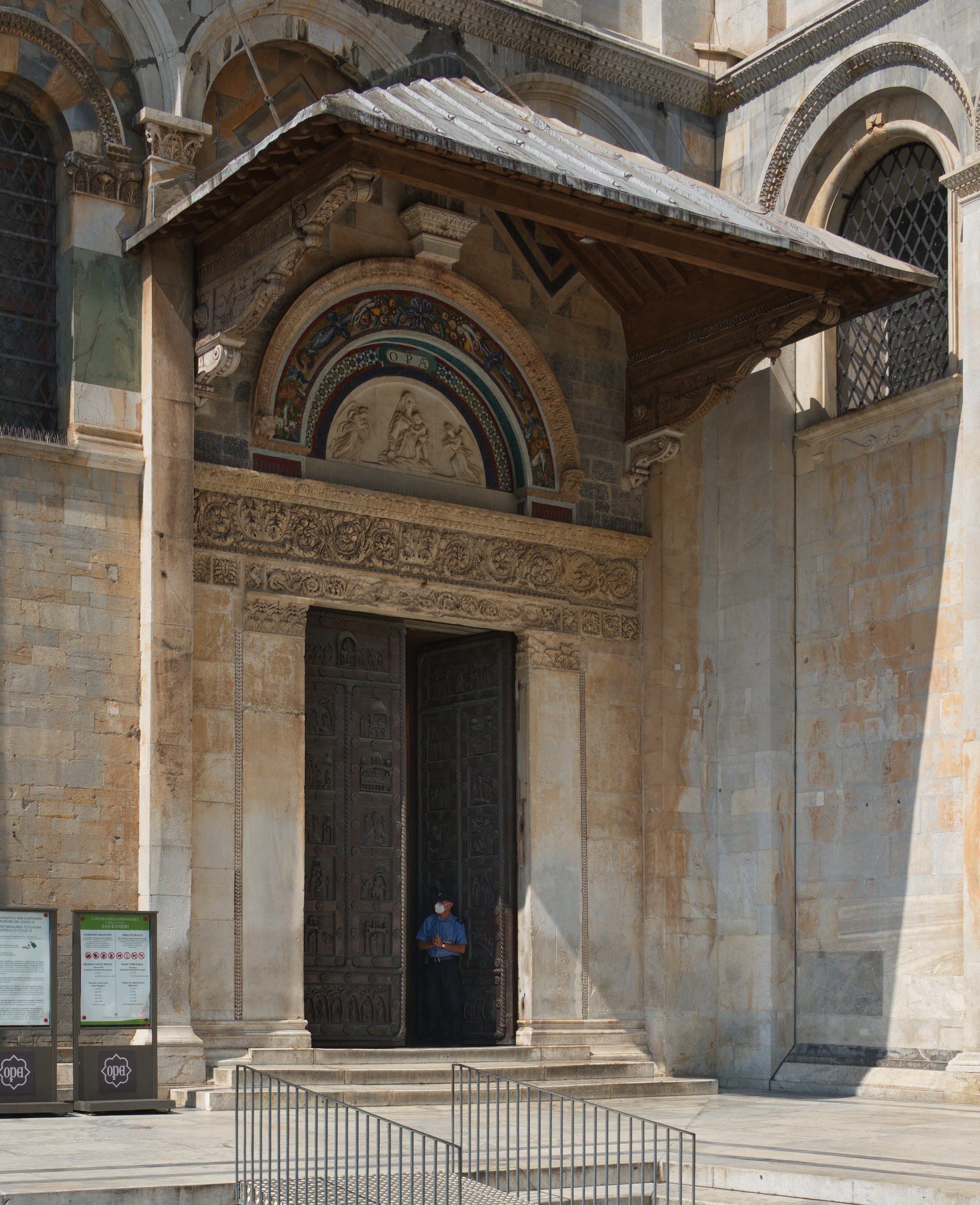
Szent Rájner kapuja

Ellentétben azzal, amit gondolnánk, a hívek kezdettől fogva a Szent Rájner-kapun keresztül léptek be a katedrálisba, az azonos nevű déli kereszthajón, amely a harangtorony felé néz. A Santa Marián keresztül közeledő városlakók számára ez volt a legrövidebb út a katedrálisba való belépéshez. A kapuszárnyakat 1180 körül öntötte Bonanno Pisano, és ez az egyetlen kapu, amely 1595-ben nem semmisült meg. A 24 bronz dombormű az Újszövetség történeteit mutatja be. Ez a bronz portál az egyik első, amelyet Itáliában gyártottak a középkorban, és előfutára azoknak a bronzkapuknak, amelyeket Andrea Pisano és Lorenzo Ghiberti készített a firenzei keresztelőkápolnának (1329–1336).

### Belseje

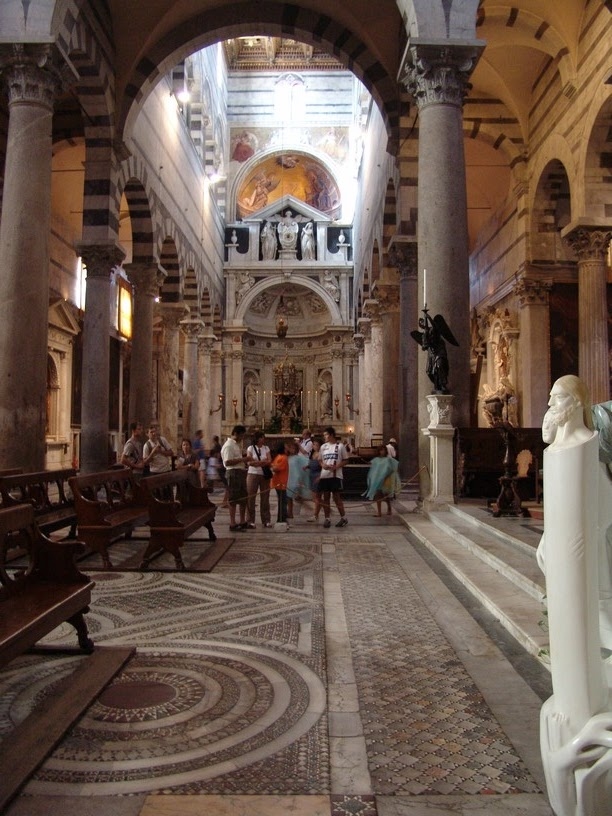
Az Oltáriszentség-kápolna

A belső teret elöl egy központi hajóra tagolják, amelyet kétoldalt két oldalfolyosó szegélyez, valamint háromhajós a kereszthajó és apszis, fehér és fekete márvány borítású, monolit szürke márványoszlopokkal, korinthoszi fővárossal. 17. századi kazettás mennyezete van, amelyet Domenico és Bartolomeo Atticciati készített, és aranylappal festett és díszített; rajta a Medici-címer. A korábbi mennyezet feltehetően rácsos faszerkezet volt.
A kupola belsejét, ahol a központi hajó és a kereszthajók keresztezik, egy ritka enkausztikának nevezett festési technikával díszítették; Orazio és Girolamo Riminaldi (1627-) pisai művészek a Szűzanyát a szentekkel ábrázolják, 1631-ből. A kupola helyreállítása 2015-ben kezdődött és 2018-ban fejeződött be.
A hajó és az apszis közötti gránit korinthoszi oszlopok a palermói mecsetből származnak, és a pisai zsákmány, amelyet 1063-ban szereztek meg, miután a normannokkal közösen megtámadták a muszlimokat a városban.
A Szűz és Szent János között trónoló Krisztus-apszisban található nagy mozaik Keresztelő Szent János arcáról híres, amelyet Cimabue festett 1302-ben, és amely csodával határos módon túlélte az 1595-ös tűzvészt. Ez az utolsó alkotás, amelyet Cimabue festett, és az egyetlen olyan munkája, amelyhez hiteles dokumentációval rendelkezünk. A mű a szicíliai Cefalùban és Monrealében található bizánci és normann templomok mozaikjait idézi. A nagyrészt Francesco da Pisa által készített mozaikot Vincino da Pistoia készítette el, bal oldalán Madonnával (1320).
Az 1595-ös tűzvész során elkerült pusztulást elkerülő középkori alkotások közé tartozik Maestro di San Torpè pisai művész, Madonna gyermekkel freskója a diadalívben, valamint a Lazión kívül ritkán található cosmata járda. Intarziás márvány felhasználásával készült geometriai minták létrehozására (12. század közepe). További késő középkori freskótöredékek maradtak fenn, köztük Szent Jeromos a négy központi oszlop egyikén, valamint Keresztelő Szent János lefejezése, valamint a bejárat közelében található egyik oszlopon Szent Kozma és Damián. a belépési út rejtve.

#### A szószék

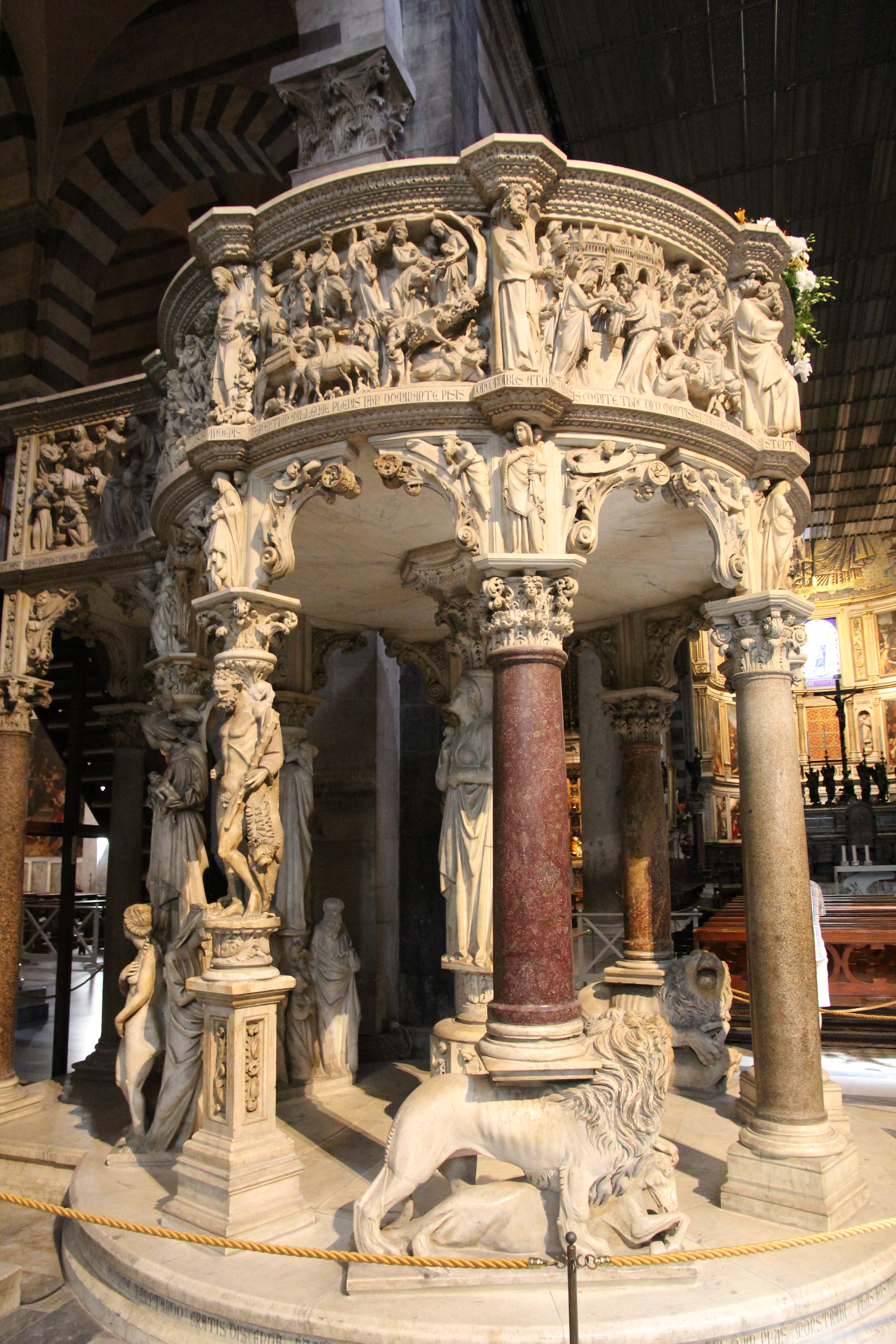
Giovanni Pisano szószéke

A szószék, amely Giovanni Pisano (1302–1310) remekműve, túlélte a tüzet, de a helyreállítás során szétszedték, és csak 1926-ban állították össze. A mű bonyolult építészetével és összetett szobrászati díszítésével a 13. századi képzelet egyik legátfogóbb narratíváját mutatja be, amely a korszak vallási megújulását és hevületét tükrözi. Az enyhén ívelt táblákra kifejező nyelvezetű faragással Jézus életének epizódjai vannak. A szerkezet sokszögű (mint a hasonló szószékeken a pisai keresztelőkápolnában Giovanni apja, Nicola Pisano (1260), a sienai székesegyház szószékén és a Giovanni Pistoia-féle Sant'Andrea szószékén; de ez az első példa egy ilyen típusú munka, amelyben a panelek enyhén íveltek. További jellemzők:
A kariatídák, egyszerű oszlopok helyett faragott női figurák jelenléte, amelyek az erényeket szimbolizálják; görgetett „polcok” használata az ívek helyett az emelvény megtámasztására; az a mozgalmasság, amelyet a számtalan figura ad, amelyek minden üres helyet kitöltenek. A kilenc jelenet ügyes elbeszélő művészetével egyesülő tulajdonságok miatt a szószéket általában remekműnek, de tágabb értelemben az olasz gótikus szobrászat remekművének tartják. Ez a szószék helyettesítette az előző, Guglielmo (1157–1162) által készített szószéket, amelyet a cagliari székesegyházba küldtek. A bontás előtti dokumentáció hiányában a szószéket az eredeti helyétől eltérő helyre helyezték el, és kétségtelenül a részei sincsenek eredeti helyükön. Nem ismert, hogy az eredeti mű márványlépcsővel rendelkezett-e.

#### Műalkotások
A templomban található Szent Rájner, Pisa védőszentjének ereklyéi és VII. Henrik császár töredékes sírja is, aki Firenzét hiába ostromolván halt meg Buonconventóban. A Tino da Camaino által 1313 és 1315 között faragott síremléket szintén leszerelték, majd újjáépítették, és ma a jobb oldali kereszthajóban található, eredeti helyzete pedig az apszis közepén volt a város ghibbellin-pártállásának jeleként. Politikai okokból többször átköltözött, végül több részre osztották (néhány rész a templomban, néhány a homlokzaton, mások a Camposanto temetőben, megint mások pedig a katedrális múzeumában).
A főoltár mögötti galériákat borító 27 festmény, amelyek az Ószövetség történeteit és Krisztus életének történeteit ábrázolják, a 16. és 17. század fordulóján készültek, többnyire toszkán művészek, köztük Andrea del Sarto (három alkotás: Szent Ágnes, Szent Katalin és Margit, valamint Szent Péter és Keresztelő János), il Sodoma, és Domenico Beccafumi (Mózes és az evangélisták történetei).
Számos és értékes a templom szakrális berendezése, köztük a főoltáron található bronz feszület és a Giambologna által készített, gazdag márvány transzenna végein elhelyezett angyalormájú gyertyatartók, valamint a Giovanni Baptista Foggini (1678–86) által tervezett nagy ezüst cibórium, az Oltáriszentség-kápolna oltárán. A számos mellékoltáron 16. és 17. századi festmények láthatók. E művek közé tartozik a Szűzanya a kegyelmes szentekkel, Andrea del Sarto firenzei manierista, és a jobb oldali kereszthajóban a Szentekkel trónoló Madonna, Perin del Vaga, Raffael tanítványa művei, mindkettőt Giovanni Antonio Sogliani fejezte be. Barokk stílusban a következők: Francesco Vanni sienai festő Szentek Disputációja és a genovai Giovanni Battista Paggi keresztje a szentekkel. Különösen kedvelt a 13. századi Madonna és Gyermeke képe, az Orgona alatti Madonna, amelyet a volterrai Berlinghiero Berlinghierinek tulajdonítanak.
A székesegyház, akárcsak a ferde harangtorony, érezhetően a földbe süllyed, és ennek az labilitásnak néhány jele látható. Például Buscheto eredeti hajójának és a Rainaldo által később hozzáadott öblök padlószintjének különbsége.

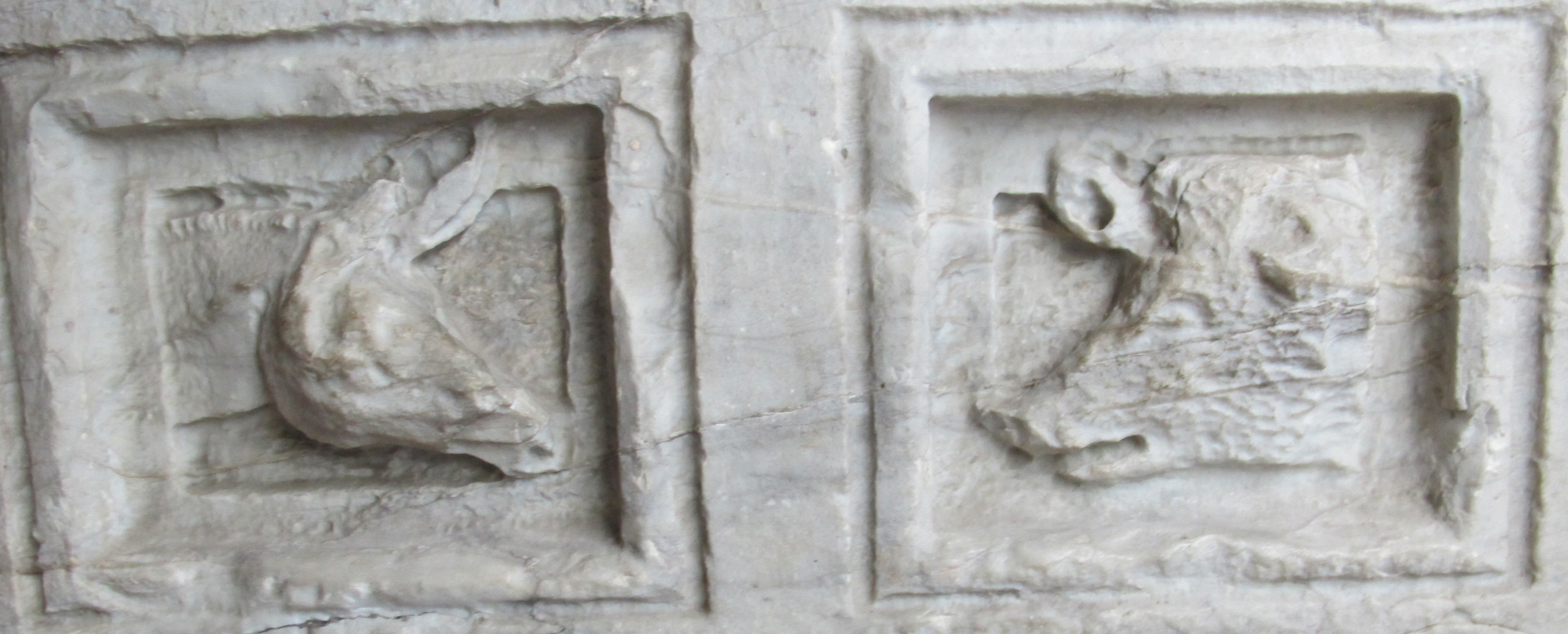
A gràdule egyik eredeti márványtáblája (jelenleg a katedrális múzeumában látható)

A katedrális eredeti gràduléja a Giovanni Pisano által épített, a 13. század végéről származó épületet 1865-ben a jelenlegi parvis váltotta fel. Ezeket a faragott állatfigurákkal és arcokkal díszített márványpaneleket egy alacsony fal létrehozására használták, amelyet a katedrális külső kerületéhez közel helyeztek el, és amely egy olyan kerítést hozott létre, amely helyet biztosított a római korból származó szarkofágok számára. A középkorban ezeket a táblákat nemesek (köztük Lotharingiai Beatrice) és más jól ismert személyek temetésére használták fel, mint például maga Buscheto építész, aki a nyugati homlokzat bal külső íve alatt nyugszik. Néhány töredék még mindig látható a katedrális múzeumában, míg a szarkofágokat mind a Camposanto kerítésén belülre helyezték.

### Orgonák
A katedrálisban található az 1831 és 1835 között készült Serassi-orgona, valamint a Mascioni di Cuvio cég 1977-ben készített orgonája.

## Jelentős művészek, akik a katedrálisban dolgoztak
- Buscheto (építész)

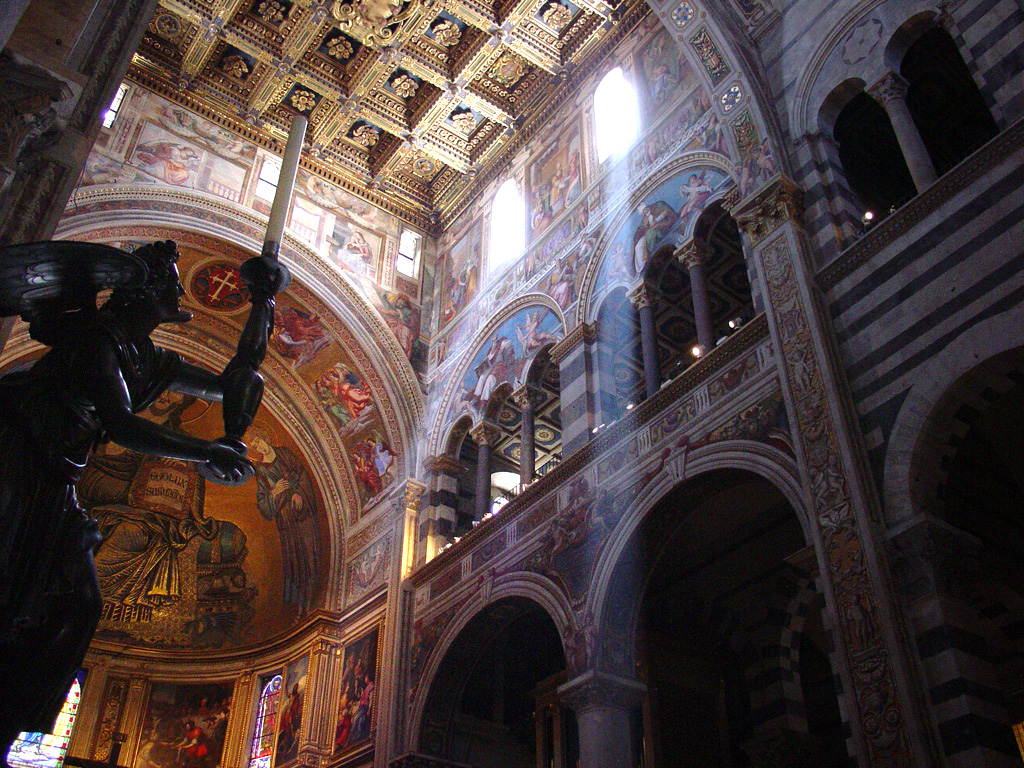
Kazettás mennyezet, 16. századi freskó, angyalalakú gyertyatartó és Cimabue: Szent János (mozaikrészlet)

- Rainaldo (a hajó, az öblök és a homlokzat meghosszabbítása)
- Guglielmo (eredeti szószék és márvány díszítés)

A fent felsorolt három művész a székesegyházban van eltemetve.
- Cimabue (mozaik az apszisban)
- Tino da Camaino (VII. Henrik pápa síremléke)
- Bonanno Pisano (eredeti bronz kapuk)
- Giambologna és iskolája (homlokzati bronzajtók)
- Giovanni Pisano (szószék)
- Nicola Pisano és Giovanni Pisano (korona a kupola körül)
- Pietro Tacca (feszület és angyalalakú gyertyatartók)
- Andrea del Sarto (különböző festmények)
- Il Sodoma (különböző festmények)
- Giovanni Battista Tempesti (különböző festmények)
- Biduino (márvány dekoráció)
- Giuliano Vangi (szószék és főoltár)
- Orazio Riminaldi és Girolamo Riminaldi (freskó a kupolában)
- Vincenzo Possenti (csillár)

## További érdekességek
- A 10. század végén Pisa március 25-ét jelölte meg új évének kezdeteként. Ezt a dátumot nagyon fontosnak tartották, mert egyszerre az Angyali üdvözlet ünnepe (9 hónappal Krisztus születése előtt, december 25-én), és nagyon közel esik a tavaszi napéjegyenlőséghez . A pisai újév kezdete alkalmából a katedrálisban egy olyan rendszert dolgoztak ki, amely a hajó déli oldalán lévő kerek ablakon keresztül fénysugár világít, és pontosan március 25-én délben minden évben ugyanazon a helyen landol: a templom másik oldalán lévő oszlopra erősített emelvényen, amely egy  márványtojáson, a születés és az új élet szimbólumán nyugszik. 1750-ben az új év első napját hivatalosan január 1-re változtatták, de ezt az eseményt ma is minden évben vallási és polgári ünnepségek kíséretében ülik meg.[7]
- A hajó közepén található lámpát Galilei lámpájának nevezik, mert egy legenda szerint a nagy tudós úgy fogalmazta meg elméletét az inga izokronizmusáról, hogy közben a hajó tetejéről figyelte annak lengését. Az eredeti azonban (kisebb és nagyon eltérő, mint ez) ma a Camposantóban található.
- Az északi oldalon, a Camposanto előtti homlokzat bal oldalán, körülbelül szemmagasságban egy eredeti római márványdarab (erről a részben még ma is látható díszítése tanúskodik), amelyen egy sorozat kis fekete folt látható. A legenda szerint ezeket a nyomokat az ördög hagyta ott, amikor felmászott a kupolára, és megpróbálta megállítani az építkezést, ezért ezeket az ördög karcainak nevezik. (A legenda azt is mondja, hogy a karcolások száma mindig változik ha megszámolják őket.)
- A legenda szerint az apszis jobb oldalán a kis oszlopra helyezett amforát Jézus használta a kánai menyegzőn, amikor a vizet borrá változtatta.
- VIII. Gergely pápát a katedrálisban temették el.

## Galéria

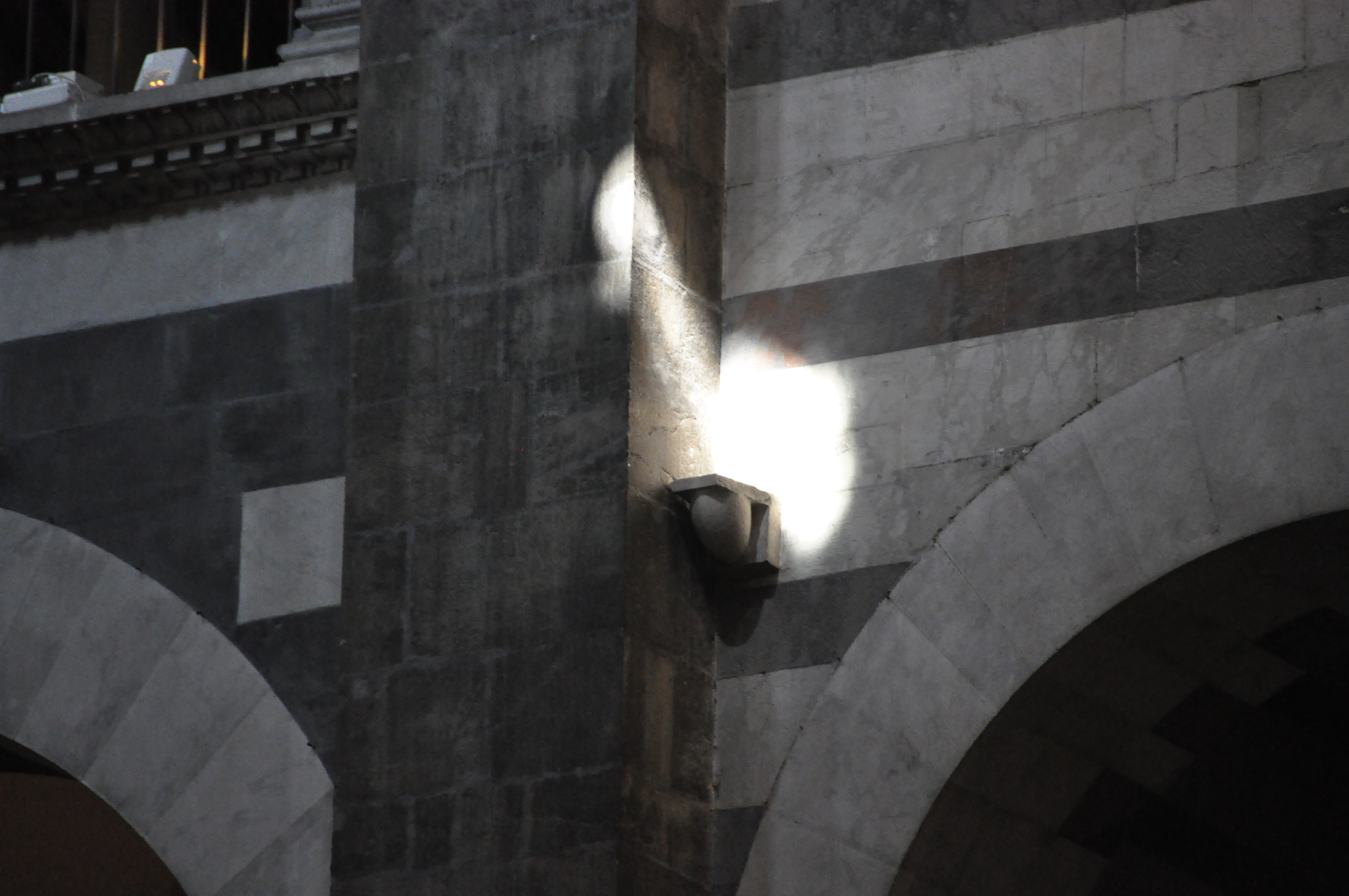
A fénysugár az Angyali üdvözlet ünnepén
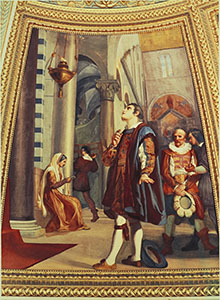
Galileo Galilei a lámpát figyeli
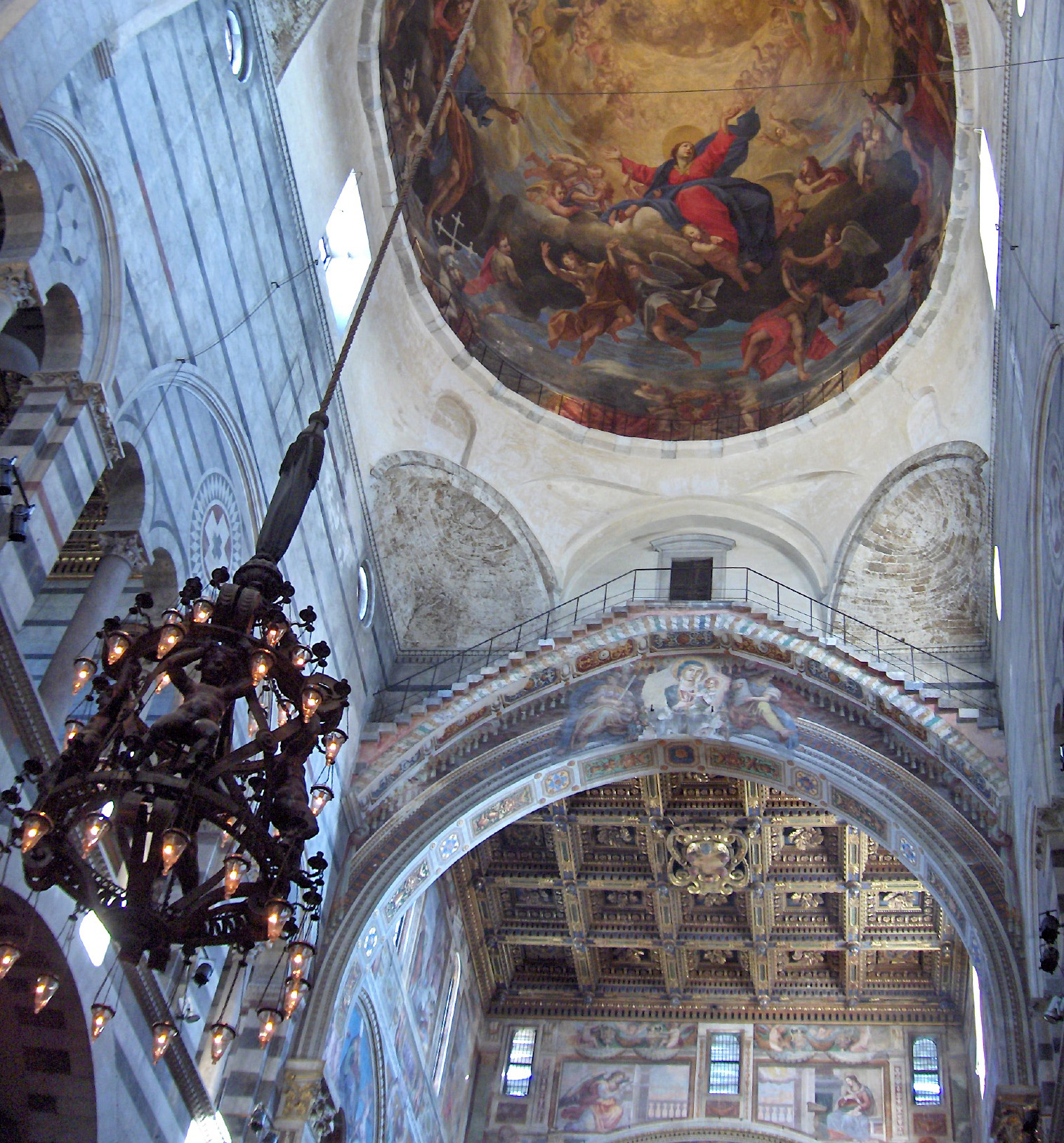
Az úgynevezett Galilei-lámpa és a kupola
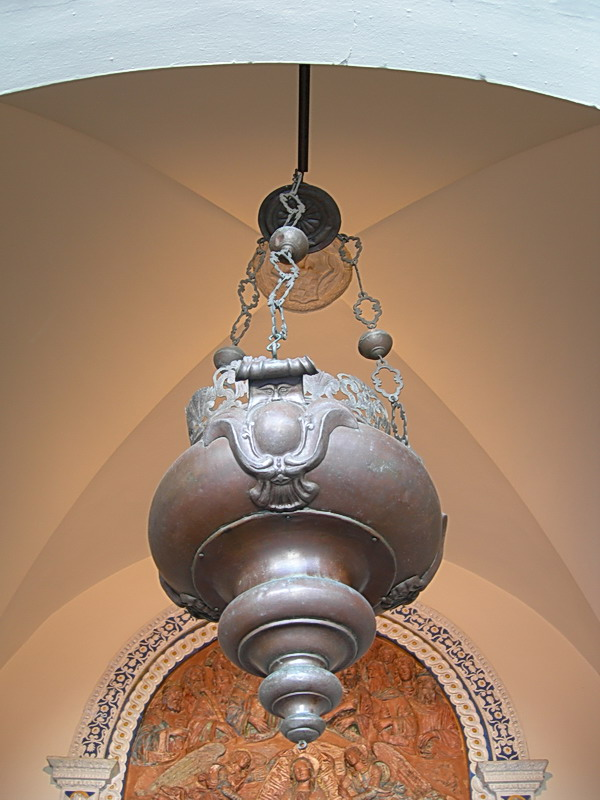
A Galilei által látott eredeti lámpa
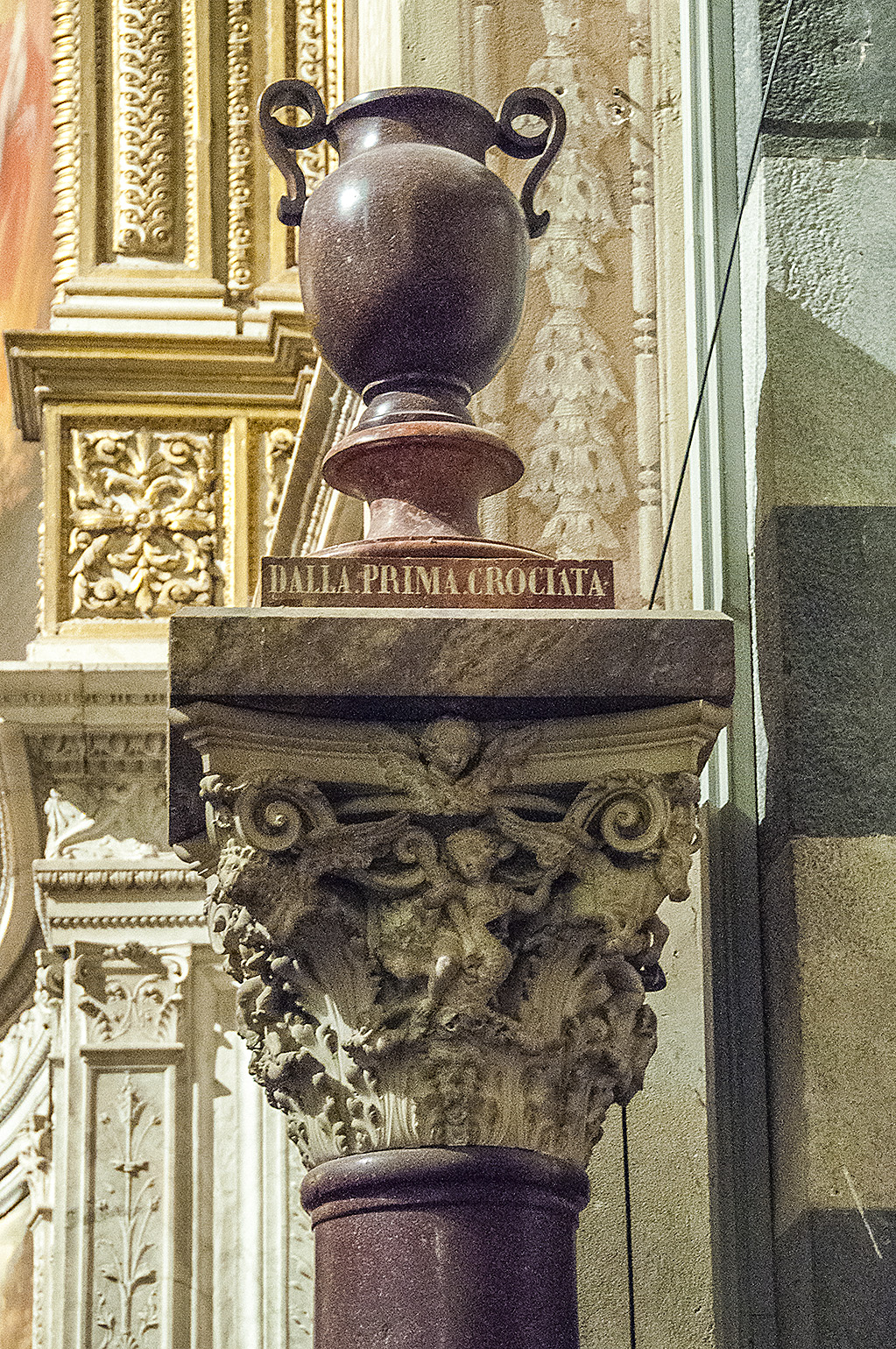
Az állítólag a kánai menyegzőről származó amfora

## Egyéb képek

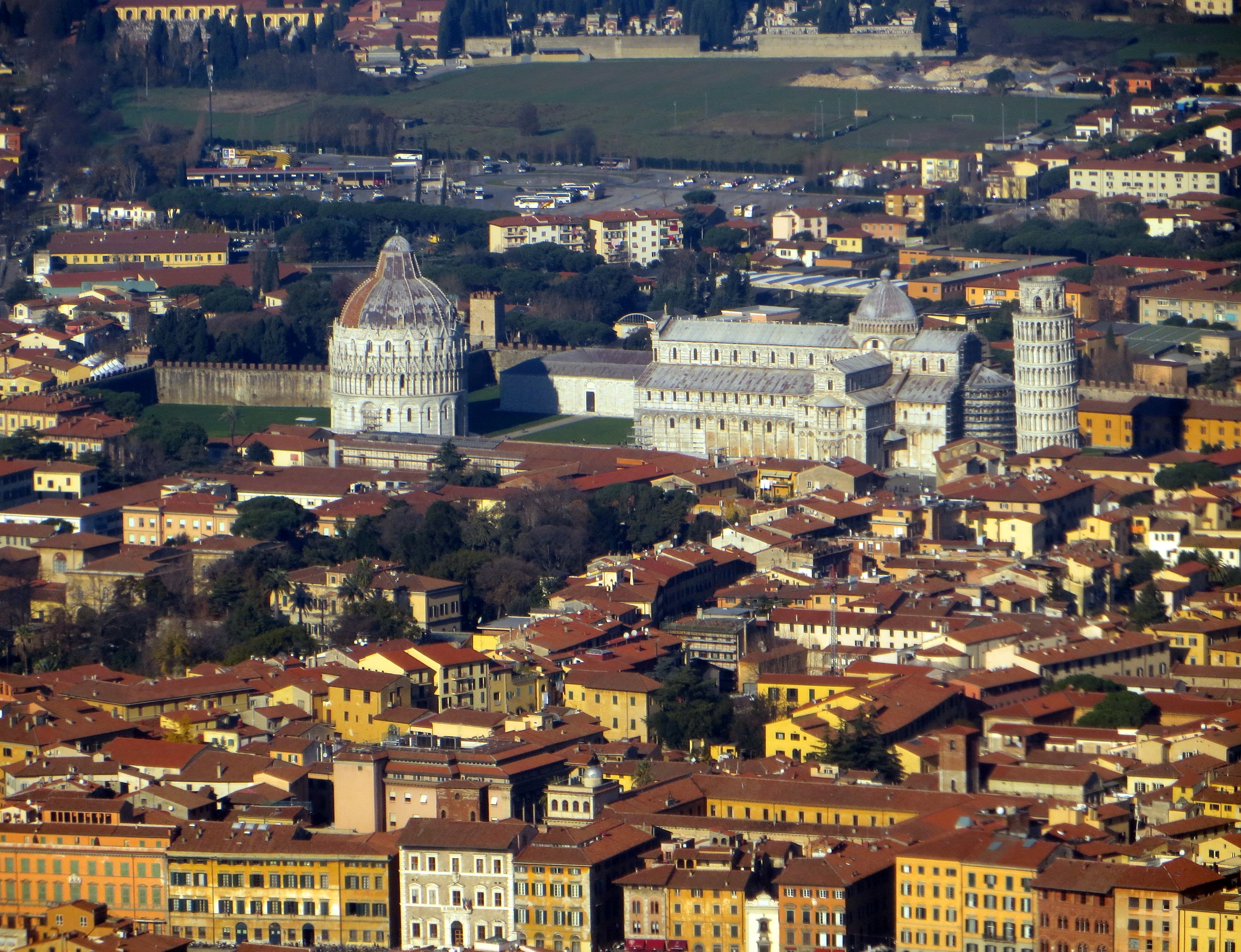
Légi felvétel a Piazza dei Miracoli komplexumáról dél felől
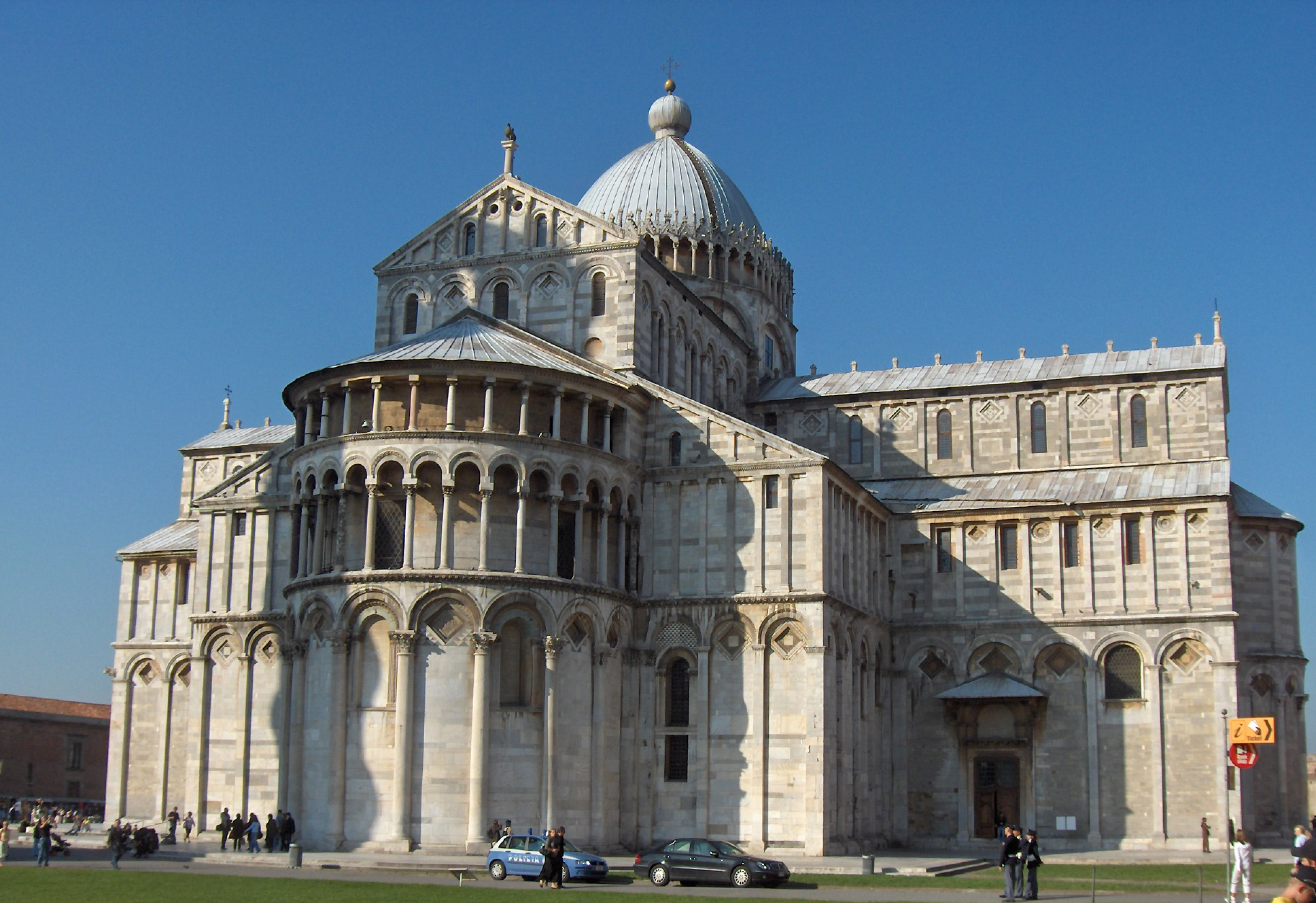
A katedrális keleti vége
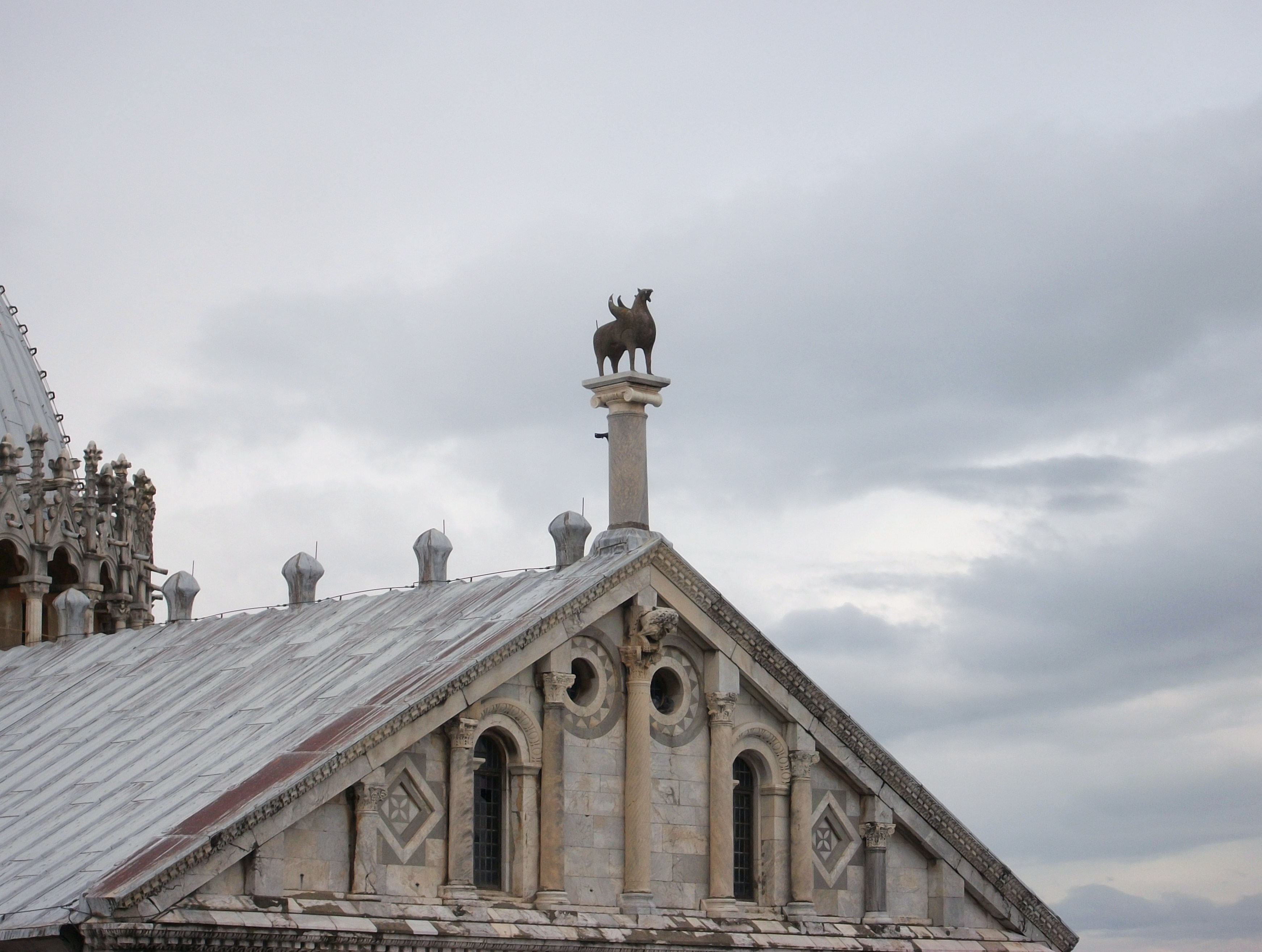
A bronz Pisa Griff másolata az eredeti helyén, a katedrális tetején
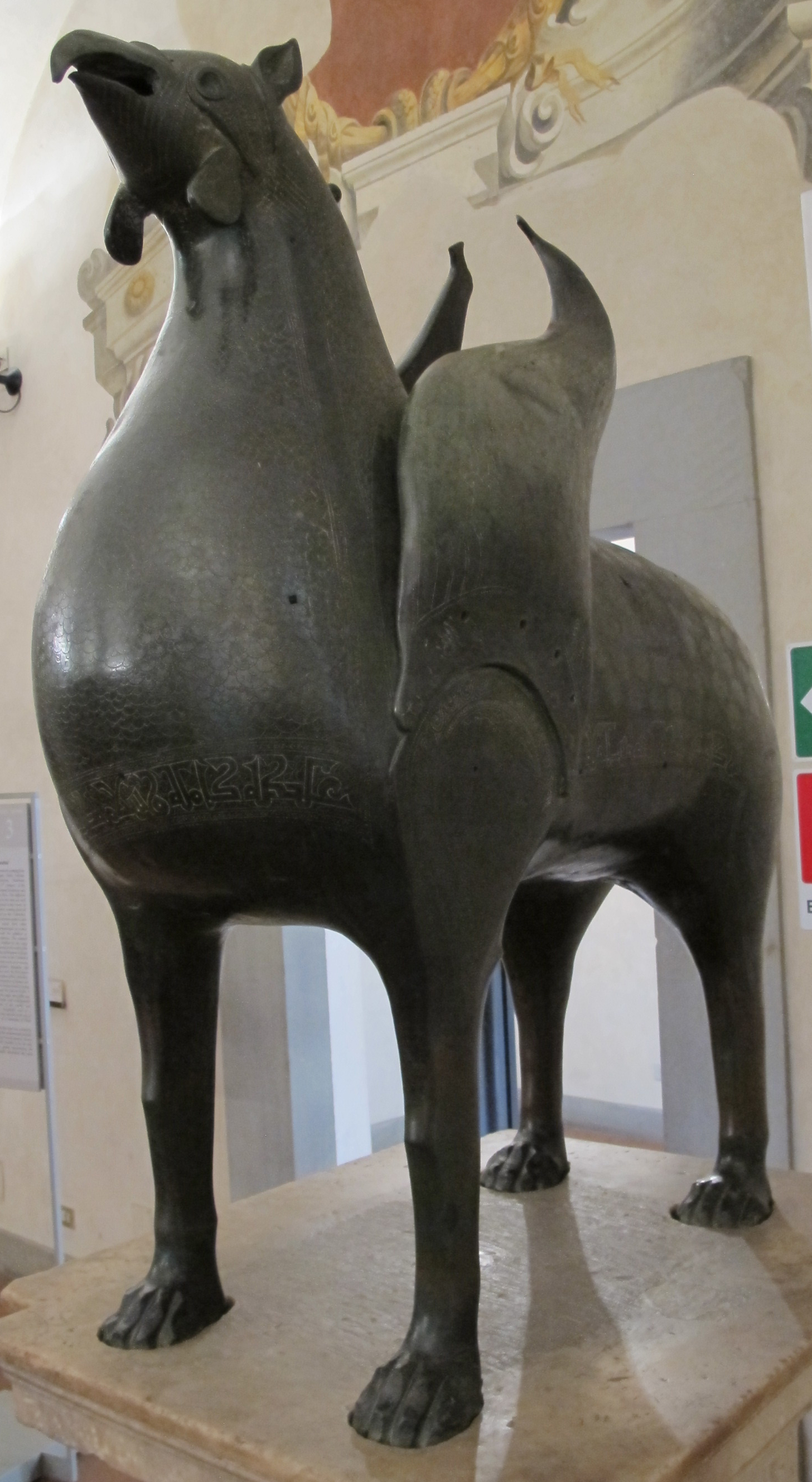
A bronz pisai griff a katedrális múzeumában
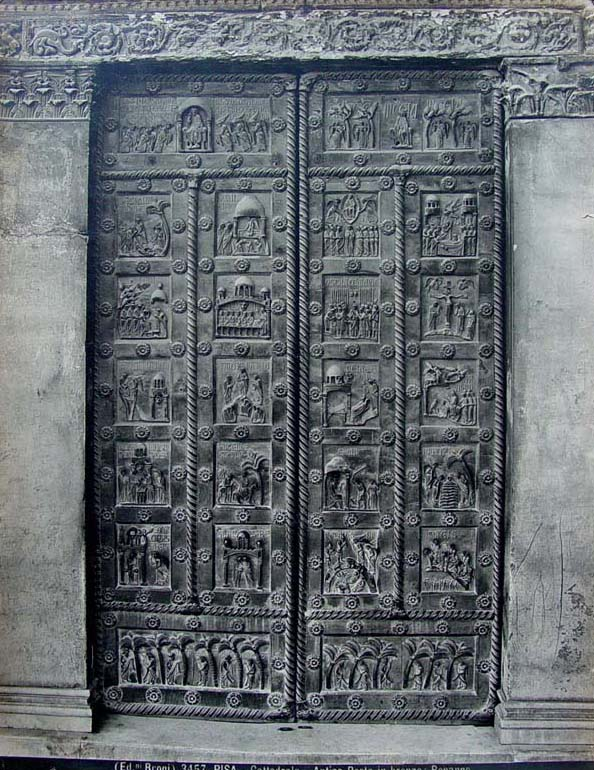
Bonanno Pisano: Szent Rájner kapuja. Giacomo Brogi 19. századi fényképe
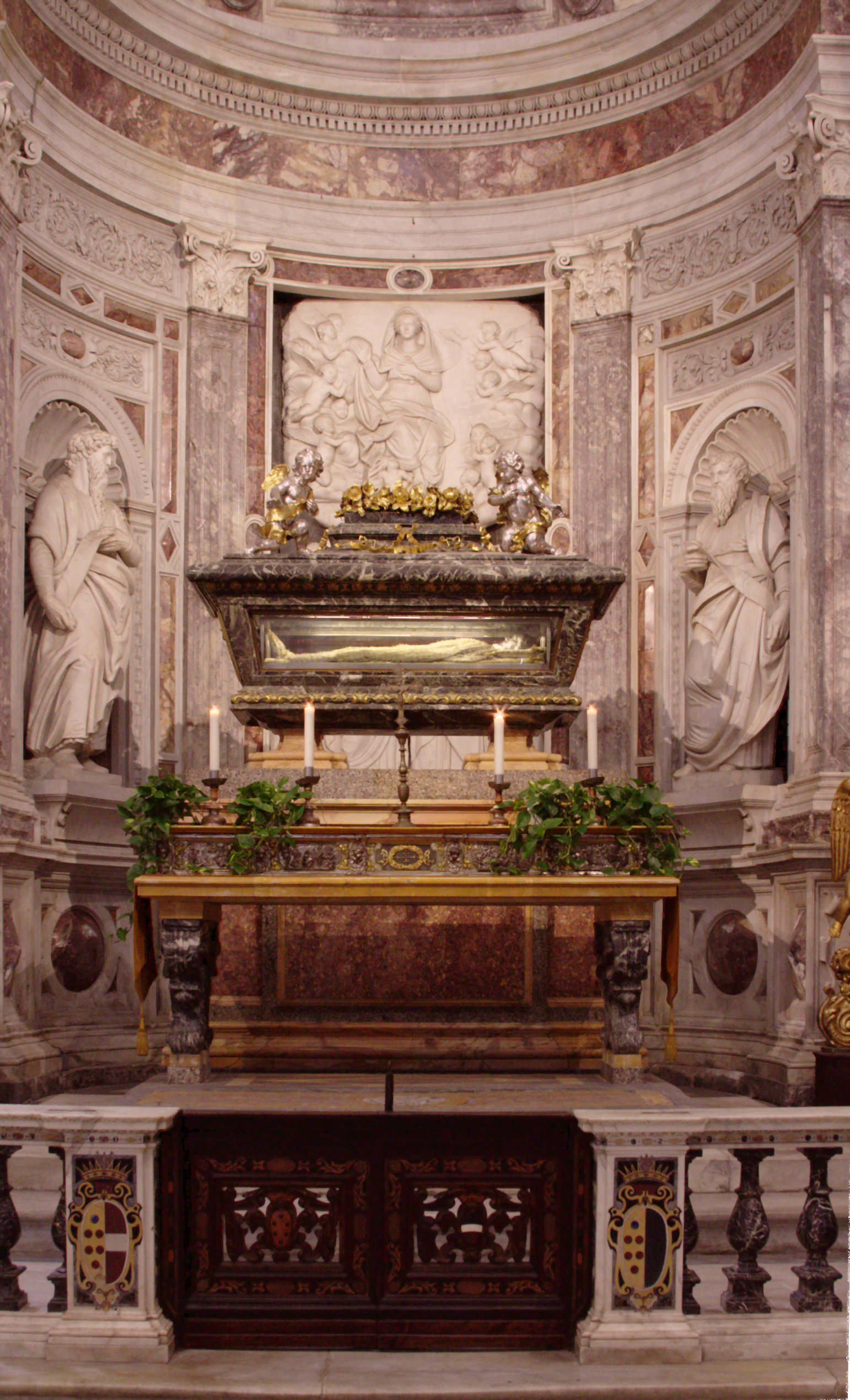
Szent Rájner, Pisa védőszentjének síremléke
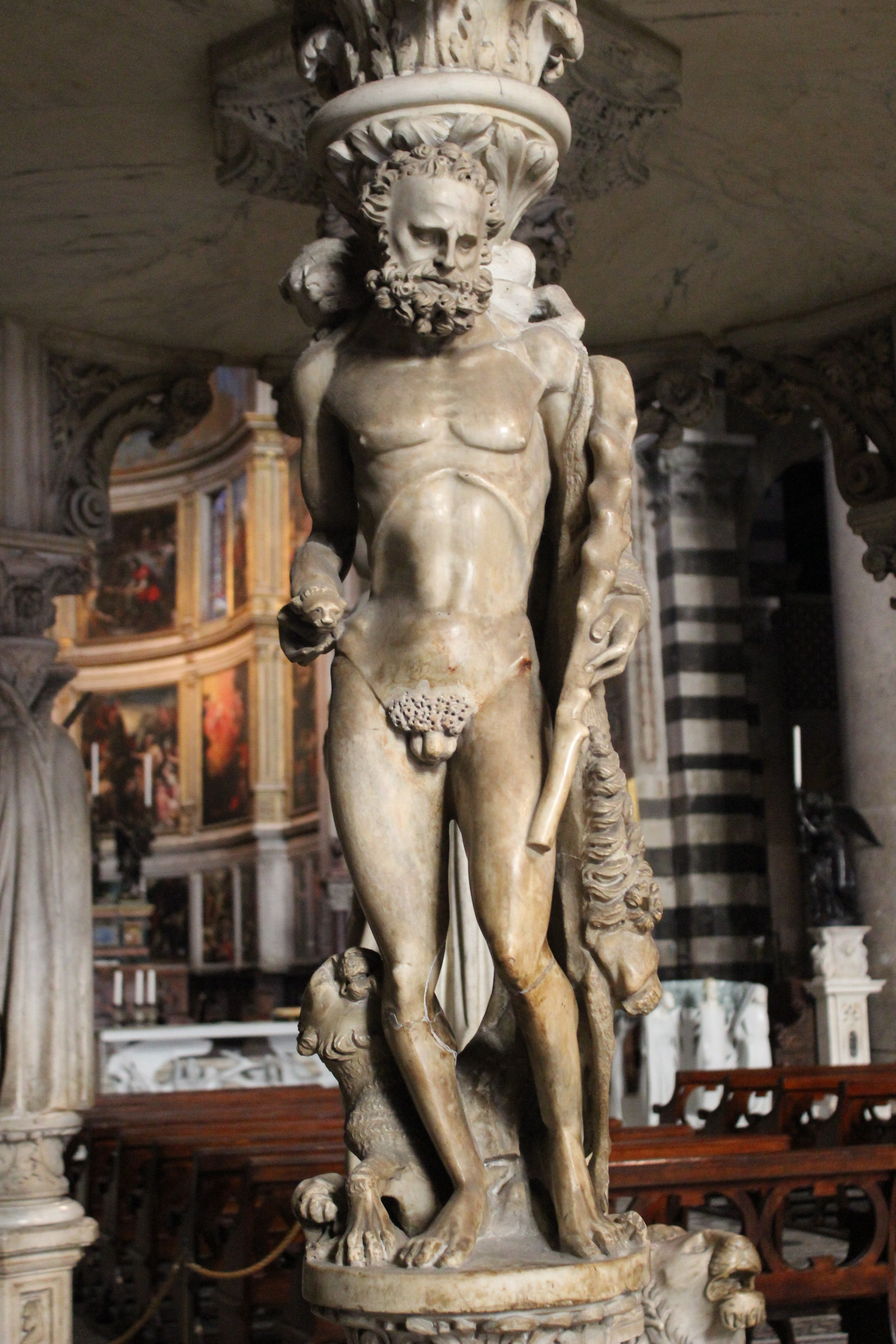
Részlet a szószékről, Hercules, ritka középkori aktábrázolás
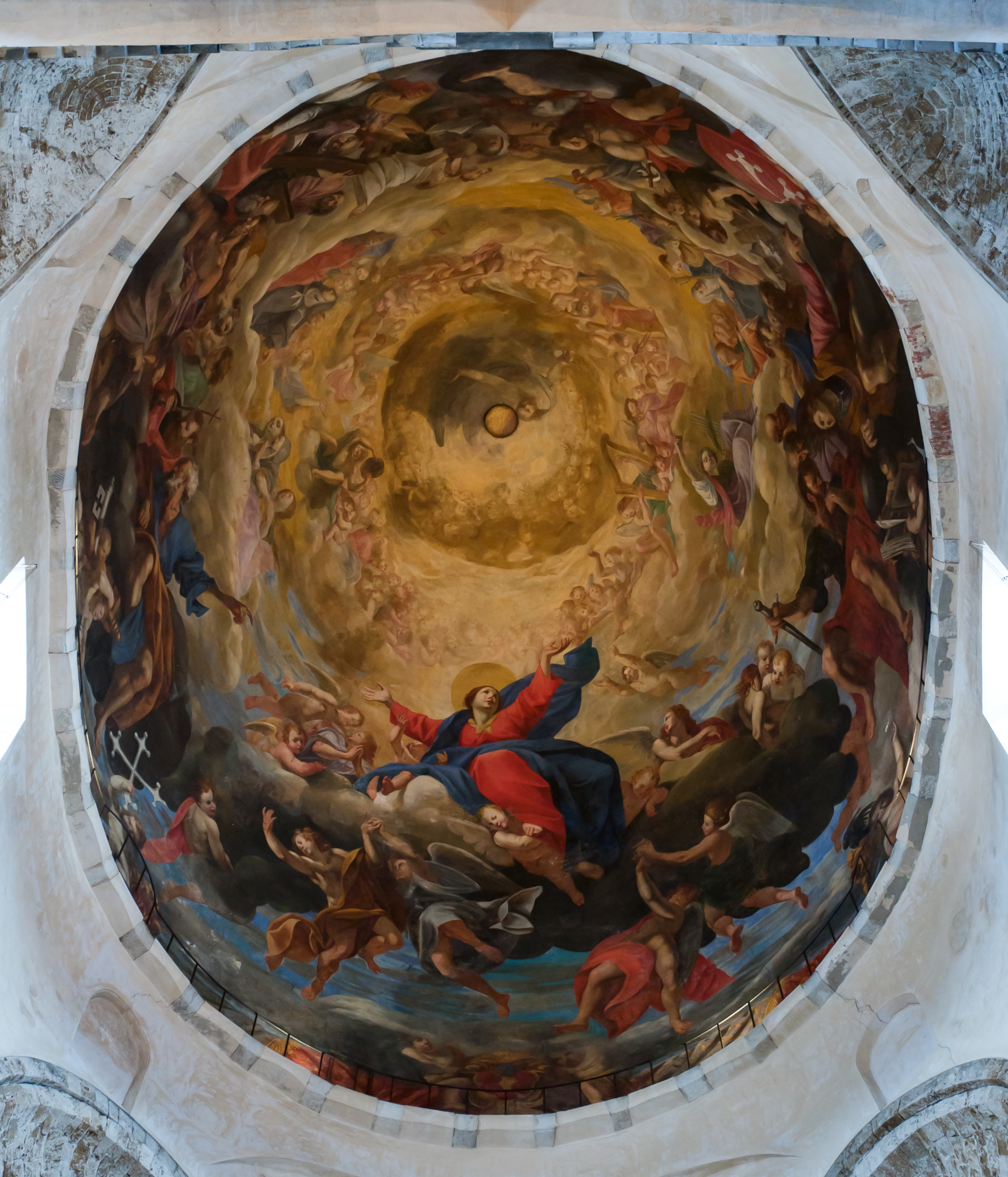
A Szűzanya Mennybemenetele enkausztikus festménye a kupolában

## Fordítás
- Ez a szócikk részben vagy egészben  a   Pisa Cathedral című angol Wikipédia-szócikk ezen változatának fordításán alapul.  Az eredeti cikk szerkesztőit annak laptörténete sorolja fel. Ez a jelzés csupán a megfogalmazás eredetét és a szerzői jogokat jelzi, nem szolgál a cikkben szereplő információk forrásmegjelöléseként.